# Sergio (película)
Sergio es una película dramática biográfica estadounidense de 2020 sobre el diplomático de las Organización de las Naciones Unidas Sergio Vieira de Mello. La película está dirigida por Greg Barker, a partir de un guion escrito por Craig Borten. Está protagonizada por Wagner Moura, Ana de Armas, Garret Dillahunt, Clemens Schick, Will Dalton, Bradley Whitford y Brían F. O'Byrne.
La película tuvo su estreno mundial en el Festival de Cine de Sundance el 28 de enero de 2020. Fue estrenada el 17 de abril de 2020 por Netflix.

## Argumento
En 2003, el Representante Especial de las Naciones Unidas para Irak, Sergio Vieira de Mello (Wagner Moura), es víctima de un bombardeo y queda atrapado en el sótano del hotel donde trabajaba en Bagdad.
Tres años antes, Sergio había iniciado una relación con su compañera de trabajo Carolina (Ana de Armas). Contra el consejo de Carolina, Sergio decide ir a Bagdad después de la invasión de Irak de 2003 para ayudar a los iraquíes a lograr la independencia y negociar la retirada de las tropas estadounidenses. Entra en desacuerdo con el diplomático estadounidense Paul Bremer (Bradley Whitford), quien se opone a sus métodos a pesar de la presión de los Estados Unidos y lucha contra la ocupación estadounidense de Irak. Incluso insiste en no tener guardias estadounidenses en el campamento base de la ONU para diferenciarse de los ocupantes estadounidenses.
Sergio es asesinado en el ataque terrorista. Más tarde, Estados Unidos se retira de Irak, lo que lleva a una larga guerra civil, pero el colega gravemente herido de Sergio, Gil (Brían F. O'Byrne) sobrevive a pesar de que le amputaron ambas piernas, y Carolina regresa a su trabajo de justicia en Río.

## Reparto
- Wagner Moura como Sergio Vieira de Mello, representante Especial del Secretario General de la ONU en Irak.
- Ana de Armas como Carolina Larriera, consultora económica de la ONU y novia de Sérgio.
- Garret Dillahunt como William von Zehle, soldado del Batallón de Asuntos Civiles.
- Brían F. O'Byrne como Gil Loescher, delegado de Sérgio y asociado desde hace mucho tiempo.
- Will Dalton como el sargento Andre Valentine, médico de la Reserva del Ejército de los Estados Unidos.
- Clemens Schick como Gaby Pichon, guardaespaldas de Sergio.
- Bradley Whitford como Paul Bremer, Administrador de la Autoridad Provisional de la Coalición en Irak.
- Pedro Hossi como Xanana Gusmão, líder del movimiento de independencia de Timor Oriental.
- Vithaya Pansringarm como Abdurrahman Wahid, presidente de Indonesia.
- Sahajak Boonthanakit como Ieng Sary, líder del Khmer Rouge.
- Alice Assef como Mieke Bos, asistente ejecutiva de la ONU.
- Sameera Asir como Nadia Younes, Jefa de Gabinete de Vieira de Mello.

## Producción
En julio de 2018, se anunció que Wagner Moura, Ana de Armas, Garret Dillahunt, Brían F. O'Byrne, Will Dalton y Clemens Schick se habían unido al elenco de la película, con Greg Barker dirigiendo un guion de Craig Borten, con Netflix distribuyendo. En octubre de 2018, Bradley Whitford se unió al elenco de la película.
La fotografía principal comenzó en agosto de 2018.

## Estreno
Tuvo su estreno mundial en el Festival de Cine de Sundance el 28 de enero de 2020. Fue estrenada el 17 de abril de 2020.

## Recepción crítica
Sergio tiene un índice de aprobación del 45% en el sitio web de agregación de reseñas Rotten Tomatoes, basado en 19 reseñas, con una media ponderada de 5.55/10. El consenso de críticos del sitio web dice: «Si bien la historia de la vida real que inspiró a Sergio es ciertamente digna de una película biográfica, su enfoque equivocado sobre su noble tema se suma a un drama decepcionantemente superficial». En Metacritic, la película tiene una calificación de 53 de 100, basado en 15 críticas, que indican «reseñas mixtas o promedio».